# Tres Aguas (escultura)
Tres Aguas es una serie escultórica creada por Cristina Iglesias y compuesta por tres estanques artificiales escultóricos ubicados en tres puntos diferentes de la ciudad de Toledo, España.

## Descripción
Se trata de tres estanques cuyo fondo metálico simula ser un lecho fluvial. Posee un sistema de llenado y vaciado controlado que imita a las diferencias de caudal que se darían en un río natural. Las tres esculturas simbolizan las tres culturas que convivieron en armonía junto al río Tajo en la antigua ciudad de Toledo.

## Componentes

### Torre del Agua
Situada en una antigua torre construida en el siglo XVIII por Carlos III junto al cauce del río, el estanque escultórico ocupa la mayor parte del suelo de la torre. En la actualidad, esta torre está incluida dentro del Campus Tecnológico de la Antigua Fábrica de Armas.

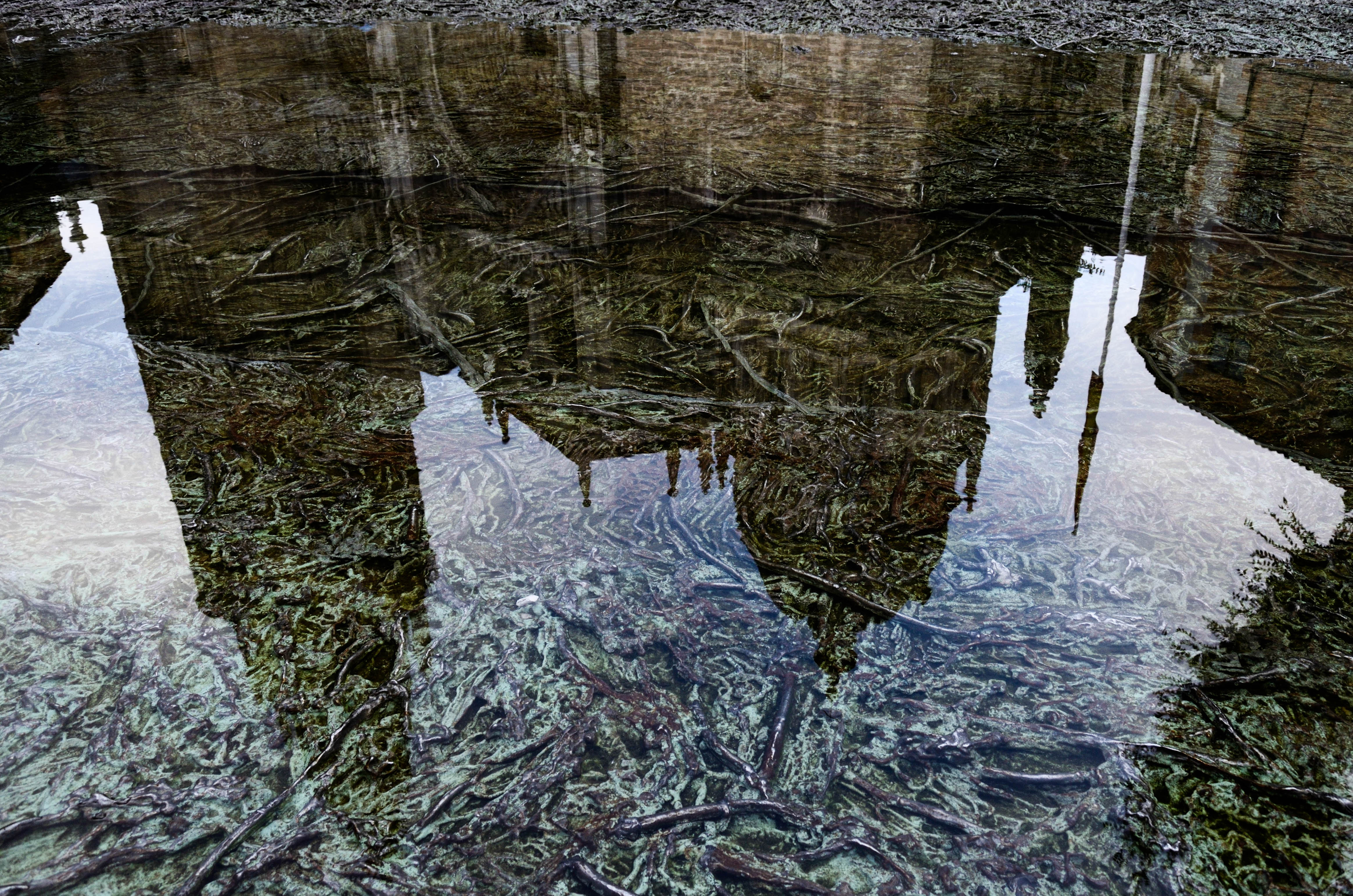
Reflejo de la Catedral de Toledo en una de los estanques.

### Convento de Santa Clara
Localizada en el Convento de Santa Clara la Real, el estanque se ubica en una sala de decoración minimalista diseñada enteramente por la artista, formando una perforación en el suelo.

### Plaza del Ayuntamiento
Ubicada al aire libre, entre la Catedral, el Ayuntamiento y el Palacio Arzobispal. Es la más alargada de las tres y en ella se pueden observar los reflejos de los edificios cercanos.